# Geophila obvallata
Geophila obvallata är en måreväxtart som beskrevs av Ferdinand Didrichsen. Geophila obvallata ingår i släktet Geophila och familjen måreväxter.

## Underarter
Arten delas in i följande underarter:
- G. o. involucrata
- G. o. ioides
- G. o. obvallata
- G. o. pilosa